# Hans Klecatsky
Hans Richard Klecatsky (* 6. November 1920 in Wien; † 23. April 2015 in Innsbruck) war Professor am Lehrstuhl für öffentliches Recht der Universität Innsbruck und von 1966 bis 1970 parteiloser Bundesminister für Justiz der Republik Österreich.

## Ausbildung und Beruf
Hans Klecatsky wurde 1920 als ältester Sohn von Josef und Maria Klecatsky, geborene Schartel, in Wien geboren. Die vierjährige Volksschule besuchte er in Wien-Meidling, nach einer Aufnahmeprüfung ein achtjähriges Realgymnasium, die Bundeserziehungsanstalt Traiskirchen, an der er im Mai 1938 die Matura ablegte. 
Nach dem Reichsarbeitsdienst in Tannheim (Tirol) und Saalfelden (Salzburg) begann er im Wintersemester 1938/39 sein Studium der Rechtswissenschaften an der Universität Wien, das er ob der kriegsbedingt eingeführten Trimestereinteilung bereits im September 1940 erfolgreich mit einem Magister abschließen konnte. Aufgrund der Übernahme des deutschen Justizsystems nach dem Anschluss Österreichs erfolgte zusätzlich zudem die Abnahme des deutschen Referendarexamens vor dem Justizprüfungsamt des Oberlandesgerichts Wien am 28. September 1940. 
Nach seinem Studium wurde Klecatsky nach Prag zum Kriegsdienst zur Luftwaffe der Wehrmacht eingezogen (1. Oktober 1940 bis 8. Mai 1945). Parallel wurde er mit Wirkung vom 11. November 1940 durch den Gerichtspräsidenten des Oberlandesgerichts Wien zum Rechtsreferendar bestellt und mit Wirkung vom 17. Juni 1944 zum Assessor ernannt. Nach dem Krieg nahm er seine akademischen Studien wieder auf und wurde 1947 zum Dr. jur. promoviert. 
In der Zweiten Republik trat er in den Justizdienst, kam als Richter 1951 in den Verfassungsdienst des Bundeskanzleramtes und 1959 als damals jüngstes Mitglied als Hofrat an den Verwaltungsgerichtshof und 1964 als Ersatzmitglied auch an den Verfassungsgerichtshof der Republik Österreich. 
Nach einem Lehrauftrag für Verwaltungsverfahrensrecht an der damaligen Wiener Hochschule für Welthandel im Studienjahr 1960/61 habilitierte Klecatsky sich 1964 an der Universität Innsbruck als Dozent für Allgemeine Staatslehre, Verfassungs- und Verwaltungsrecht; am 21. Januar 1965 wurde er Professor für Öffentliches Recht. 
Von 1966 bis 1970 übte Hans Klecatsky die Funktion des Bundesministers für Justiz aus (parteilos). Wichtige erarbeitete Gesetze bzw. Erfolge seiner Amtszeit waren das Organhaftpflichtgesetz (1967), das Bundesgesetz über den Obersten Gerichtshof (1968), die Abschaffung von Todesstrafe, standgerichtlichem Verfahren und Ausnahmegerichtsbarkeit (1968), das Strafvollzugsgesetz (1969), das Bewährungshilfegesetz (1969) sowie das strafrechtliche Entschädigungsgesetz (1969).
Sein Wirken als Bundesminister würdigte der österreichische Bundespräsident Heinz Fischer im Jahr 2010 als wichtigen Bestandteil zur Sicherung und Ausgestaltung des Rechtsstaates.
Von 1965 bis zu seiner Emeritierung 1991 leitete Klecatsky das Institut für öffentliches Recht und Politikwissenschaft an der Leopold-Franzens-Universität Innsbruck. Danach übernahm Klecatsky als einfacher Professor weiterhin Lehr- und Forschungstätigkeiten, vor allem auf dem Gebiet der Menschenrechte, des Volksgruppenrechtes und des Europarechts. 
Von 1985 bis 1989 leitete er das pro-nordkoreanische „International Institute of the Juche Idea“ mit Sitz in Tokio.
Als Klecatskys bedeutendste wissenschaftliche Leistung gilt seine rechtstheoretische Durchdringung des Problems der sogenannten Privatwirtschaftsverwaltung des Staates.
Ferner war Hans Klecatsky Gründungs- und Ehrenobmann des „Europäischen Ombudsmann-Instituts“ sowie Gründungs- und Ehrenmitglied der Österreichischen Juristen-Kommission.

## Veröffentlichungen
- Mitherausgeber der „Juristischen Blätter“ (1963–2004)
- Mitherausgeber der wissenschaftlichen Buchreihe „Ethnos“

## Auszeichnungen
- Verdienstkreuz 1. Klasse des Verdienstordens der Bundesrepublik Deutschland (1958)
- Bayerischer Verdienstorden (1967)
- Großes Goldenes Ehrenzeichen am Bande für Verdienste um die Republik Österreich (1969)
- Großes Verdienstkreuz mit Stern des Verdienstordens der Bundesrepublik Deutschland (1972)
- Festschrift anlässlich des 60. Geburtstages „Auf dem Weg zur Menschenwürde und Gerechtigkeit“ (1980)
- Golden Honorary Medal of the International Progress Organization I.P.O. (1983)
- Festschrift anlässlich des 70. Geburtstages „Recht als Aufgabe und Verantwortung“ (1990)
- Verdienstkreuz der Stadt Innsbruck (2005)
- Festschrift anlässlich des 90. Geburtstages „Ein Leben für Recht und Gerechtigkeit“ (2010)